# Aszur-da’’inanni (gubernator Zamuy)
Aszur-da’’inanni (akad. Aššur-da’’inanni, w transliteracji z pisma klinowego zapisywane maš-šur-KALAG-in-a-ni, maš-šur-KALAG-(in-)an-ni; tłum. „Aszurze, wzmocnij mnie!”) – wysoki dostojnik, gubernator prowincji Zamua za rządów asyryjskiego króla Tiglat-Pilesera III (744-727 p.n.e.); według asyryjskich list i kronik eponimów w 733 r. p.n.e. sprawował urząd limmu (eponima). 
Aszur-da’’inanni wzmiankowany jest w dwóch inskrypcjach Tiglat-Pilesera III z Kalhu, w których król nazywa go „swym eunuchem” i przedstawia jako swego wysłannika do Medii. O tym, iż dotarł on do Medii, świadczyć może jego list do króla zawierający raport na temat sytuacji w tej krainie. Wiadomo, iż wciąż pełnił on jeszcze swój urząd gubernatora Zamuy na początku panowania Sargona II (722-705 p.n.e.). Jego imieniem jako eponima datowany jest kolofon krótkiego hymnu z Aszur oraz teksty administracyjne i prawne z Kalhu.